# この中に1人、妹がいる!
『この中に1人、妹がいる！』（このなかにひとり いもうとがいる）は、田口一による日本のライトノベル。イラストはCUTEGが担当している。MF文庫J（メディアファクトリー）より2010年8月から2013年3月まで刊行された。略称は「中妹」。コミカライズ・アニメ化など複数メディアでの展開がなされ、日本国外においても翻訳版が出版されている。2013年3月時点でシリーズ累計部数は100万部を突破している。

## 概要
本作のストーリーは世界的大企業社長の息子で後継者候補である主人公帝野将悟と、将悟が後継者修行の一環として転入した私立深流院学園のクラスメートやヒロイン達との間で展開していく。父の遺言により深流院学園で生涯の伴侶を見つけ出さなければならないが、その候補である周りのヒロイン達の中には絶対に選んではいけない正体を隠した妹がいるという状況での将悟の悪戦苦闘が描かれていくこととなる。作中のストーリーの時間軸としては、将悟が深流院学園の高校2年に編入する4月からスタートし、一部過去の回想部分の描写を挟みつつ学校行事に添ってその年12月まで本編が描かれる形となっている。年明けの3学期以降、翌期の始業式・入学式までが描かれた小説第10巻の記述内容は、主にサブヒロイン達の後日譚がテーマとなっている。
本作のメディアミックス展開として、『月刊コミックアライブ』においてコミカライズされ（作画：もっつん*、2011年7月号でプレ掲載、8月号より本格連載開始）、単行本がMFコミックス アライブシリーズより刊行されている。また『コミックフラッパー』では2012年5月号よりスピンオフ作品『この中に1人、妹がいる！ばすたいむ』（作画：ZooTAN）が掲載された（単行本はMFコミックス フラッパーシリーズより刊行）。2012年7月から9月にかけてTVアニメがTBS、BS-TBSほかにて放送され、インターネットラジオ番組も2012年6月より配信されるなど、展開は多岐にわたっている。日本国外においても、台湾・韓国・中国においてそれぞれ小説翻訳版が刊行されている。

## ストーリー
帝野将悟は世界的な大企業である「帝野グループ」の社長・帝野熊五郎の息子。将悟は父の急逝後、その遺言に従いグループ社長の座を継ぐことを決意した。遺言で将悟に後継者の条件として提示されたのは2つ、1つは能力面での特訓を行って1年間で帝野グループ社員全員が社長として相応しいと認めるような成果を出すこと、そしてもう1つは熊五郎の母校である私立深流院学園に通い、そこで生涯の伴侶となる女性を見つけて結婚することであった。
深流院学園に転入した将悟は、クラスメートの鶴眞心乃枝や神凪雅、生徒会会長の天導愛菜や副会長の国立凜香、妹カフェを経営する先輩の嵯峨良芽依らヒロイン達と出会い交流を深めていく。しかし、実は将悟には顔も分からない異母妹がいることが父の葬儀時に当の妹から告げられていた。そして深流院学園の生徒となった将悟の所には妹から「私はお兄様の近くにいます」という連絡が舞い込む。謎の妹は将悟に正体を明かさぬまま仲を深め、あろうことか将悟と結婚することを目論んでいる。将悟は父の遺言を果たすべく、生涯の伴侶を探しつつも妹の正体を突き止めるべく奔走し、様々な障害を乗り越えていく。

## 登場人物

### 主人公とヒロイン
帝野 将悟（みかどの しょうご）
声 - 櫻井孝宏、井澤詩織（子供時代）
本作の主人公。誕生日：4月15日。帝野グループ社長、帝野熊五郎の息子であり、同グループを継ぐために熊五郎の死後、後継者として英才教育を受け、社長として相応しい知識や人格を身に付けた後、高校2年時から深流院学園に編入学して結婚相手を探すこととなるが、社長として働きはじめる前に高校生活を楽しみたいと考えている。また、学園には学生寮があるが、男女共に過ごせるようにと母の鹿野子が借りたアパートに住んでいる。
額に大きな傷跡を持ち、完全に隠しきれてはいないが、普段は前髪で隠している。その傷は、かつて小学一年生の頃に交通事故に遭いかけた心乃枝を庇った際にできたものであり、その事故の後遺症として事故以前およびその直後の記憶を失っている。そのため、心乃枝や雅と幼馴染であった事、幼い頃に柚璃奈と一度会っていた事も覚えていない。
後輩の女子生徒達からは「お兄ちゃん先輩」と呼ばれ、理想のお兄ちゃんとして慕われている。
心乃枝に告白され恋人同士になるが、心乃枝が熊五郎の娘であることが判明したため一度は別れることになる。しかし最終的に将悟自身が熊五郎と血のつながりがなく（熊五郎は子供ができにくい体質であり、鹿野子の子供であることは事実）、心乃枝とは実の兄妹でないことが判明し心乃枝と復縁する。また、鹿野子が神凪雅の父・一馬と再婚することになり、雅の義理の兄となった。
鶴眞 心乃枝（つるま このえ）
声 - 石原夏織
ヒロインの一人。クラスは2-A。頭の後ろに白い大きなリボンを結んでいる。将悟のクラスメイトで、クラス委員。将悟の右隣が席。好物はシュークリーム。孤児であり、実父の顔を知らない。養父の誠二は熊五郎の旧友であり、将悟とは子供のころに何度か会っている。また、車に轢かれそうになった時に将悟に命を救われたこともあり、それ以来将悟に想いを寄せている。雅とは姉妹同然に仲が良く、友達の少ない雅を気にかけているが、雅の恋の告白後は良きライバル関係となる。そして、自分も将悟と結婚したいと思うようになり、以来積極的にアプローチしている。
衣楠のせいで将悟に同性愛疑惑を持つようになり、将悟に女性に興味を示してもらうため、雅と協力して将悟に妹設定を強制したり、雅と一緒に服を脱いだりして迫っている。上半身裸も厭わない大胆さを持っている。少しムッツリスケベな一面があり、雅にもその事を指摘されている。
作中で最初に「妹」を装った人物。父親が開発したIMT-270のボイスチェンジャー機能を使い、将悟を驚かせようとしたが、実際に「妹」の影に悩まされていた将悟を余計に混乱させることになった。
のちに将悟に告白し恋人同士となるものの、本当に将悟の妹であることが判明したため別れを告げたが、将悟の方に熊五郎と血の繋がりがないことが判明したため復縁する。
神凪 雅（かんなぎ みやび）
声 - 佐倉綾音
ヒロインの一人。将悟のクラスメイトで、水泳部に所属している。将悟の左隣が席。芽依の親友。無口で尖った性格から、クラスでは人と接することが少ないツンデレ少女。心乃枝とは1年時からクラスメイト。小柄な体格をしており、胸が小さい事を気にしている。
両親は離婚しており、小さな会社を経営している父と2人暮らしをしている。雅が小学生の頃、父親がケガで将悟が入院していた病院に掛かり、熊五郎と父親が意気投合したことをきっかけに病院で将悟と一緒に遊ぶようになり、その後将悟のことが好きであると気付いた。それ以来、将悟を初恋の相手として結婚したいと思っている。前述のとおり心乃枝にムッツリスケベであると指摘しており、それは間違ってはいないのだが彼女自身にもそういった面があることが作中で何度か見受けられる。最終的に将悟とはいとこ同士であると判明し、また父親と将悟の母が再婚したため、将悟の義理の妹になった。
天導 愛菜（てんどう まな）
声 - 大亀あすか
ヒロインの一人。深流院学園の生徒会長で、高校2年生。普段は大人しくおっとりしているが、イベントになるとハイテンションになる。少し能天気で大雑把な所があるが、生徒会長としての人望は篤い。スタイルが非常に良い。恥らいもなく将悟に抱擁する大胆な一面を持っている。作品内では他のヒロイン達より一歩引いた感じで、ムードメーカー的な存在となっている。
お菓子が好きで、特にポテトチップスが大好物。料理はホットケーキが得意。
国立 凜香（くにたち りんか）
声 - 竹達彩奈
ヒロインの一人。深流院学園の生徒会副会長。前年度の副会長が転校し、その後自ら名乗り出て1年生でありながら副会長となった。能天気で怠惰な愛菜のブレーキ役を担っており、生徒会の実務は事実上凛香が仕切っている。聡明で規律正しいが、少し高飛車な一面がある。実家は華族の血を引いており、由緒正しいお嬢様である。嫁入り修行として家で躾けられていたのでプロ並に料理が上手で、中でもチキンオムライスが得意。また、射的や（将悟には一歩劣るが）ダンスも得意。
親同士の取り決めにより、学園理事である厳田の息子と望まない婚約をしていたが、将悟の「妹」騒動をきっかけに解消した。このことがきっかけで彼に好意を抱くようになる。
妹を装った3人目の人物。
嵯峨良 芽依（さがら めい）
声 - 日高里菜
ヒロインの一人。深流院学園3年生。雅の親友。捨て子であるため、正確な誕生日や年齢は不明。眼鏡をかけている。見た目は幼いが公的には将悟や雅よりも年長であり、大人びた口調で話す。将悟をして後輩と見紛わせるほどに小柄な体格で、暇があれば魔道士的なコスプレ衣装を着ている。産業研究のために「いもうとカフェ りりかる☆しすたぁず」を経営しており、現場を理解するためとして自身も時折接客を行っている。店舗の2階で一人暮らし。
幼少より数学の才能に長けていたため、マサチューセッツで講師をしている大学教授の養父に引き取られ、その妻であり日本で喫茶店を経営していた養母の死後はアメリカで暮らしていた。後に自らの発表した論文によって得た金を資金に養母の経営していた店舗を買い戻して単身日本に戻り、事業を行っている。実業家として帝野グループの前社長の息子である将悟に興味を持っており、後に好意を抱くようになった。
妹を装った2人目の人物で、心乃枝と同じく携帯電話IMT-270に関わっており、ボイスチェンジャー機能の元になった技術論文の執筆者。将悟の「妹」らしき人物のことを知っており、彼女を助けるために自ら妹を演じ、店の経営悪化を理由にアメリカに帰って将悟と別れ、本当の妹への疑いの目を逸らそうとした。しかし最後の最後で見抜かれ失敗し、その後将悟達がアルバイトとして店を手伝ったことにより経営は持ち直した。
水谷 衣楠（みずたに いくす）
声 - 小清水亜美
帝野清流会のメンバーで、将悟の監視・警護を担当する。男装の麗人であり、幼い頃に生き別れた父親を捜すために性別を偽って清流会に属している。彼女の正体を知っているのは、将悟、心乃枝、雅、凛香、愛菜、芽依のみ。
将悟の編入後、「妹」から彼を守るために深流院学園に編入する。女性のように綺麗な顔立ちで、声も美しいため、編入初日からファンクラブが結成されている。「妹」との結婚を防ぐ方法として、「自分が将悟と結婚すればいい」という案を提示しているが、将悟からは拒否されている。
隠密行動は得意だが、性知識が全くない、将悟の部屋を本人の面前で全裸でうろつく、男装したまま将悟を誘惑しようとするなど、常識や羞恥心が著しく欠けており、特に後者のせいで将悟の同性愛疑惑を心乃枝と雅に抱かせてしまっている。
なお、「水谷衣楠」とはコードネームのミスターXを捩ったものであり、彼女自身の本名は不明。
宝生 柚璃奈（ほうしょう ゆずりな）
声 - 小倉唯
ヒロインの一人。将悟の祖父の兄弟の孫、いわゆるはとこに当たる。盗み聞きする悪趣味な一面があり性的に興奮し過ぎると鼻血を出す場合がある。熊五郎の葬式に参列したが、その日将悟とは接触はしていない。
将悟の隣の部屋に引越し、その挨拶で自分が本当の「妹」だと名乗るが、実は反将悟派の勢力に雇われた刺客であり、同じく反将悟派の勢力に所属する吏沙との結託による虚言で、将悟を妹と結婚させて、それをスキャンダルにして、将悟を失脚させようとした。
自身が子役時代から培ってきた高い演技力を武器にして、将悟の前では「良い妹」を演じ将悟もそれに完全にだまされていたものの、正体を暴かれた際にはそれまで隠していた冷酷で傲慢な一面をあらわにした。
将悟と衣楠に正体を暴かれた後は行方を晦ましたが、その後臨海学校で再会した際に和解。再度将悟の隣の部屋に引っ越し、受験勉強に励んでいる。
幼い頃は、人気子役女優・檀埜那百合（だんの なゆり）として活躍していたが、役に成りきる高い演技力ゆえに現実と虚構の区別が曖昧になり、人格に異常をきたしたため、約7年前に引退している。
アニメ版では、妹を装った『妹電話』も含め小倉唯が担当している。臨海学校まで話が進んでいないため、未だに正体がバレてから和解まで至っていない。

### 深流院学園関係者
樫木 来実（かしのき くるみ）
声 - 松永真穂
深流院学園の1年生で、芽依が経営する「りりかる☆しすたぁず」の店員でもある。客に尽くす真面目な店員ではあるが、調理の際によく塩加減を間違えるドジな一面がある。
滋賀（しが）
声 - MAKO
深流院学園の生徒会副書記で、高校1年生。大人しい性格で、舌足らずな喋り方をする。
生徒会に「特別高等風紀委員会」が発足した際にはチェック担当となり、彼女がエロ本等を見た時に赤面して発する「ぴぁっ」という悲鳴が“＊ぴぁっ”として測定単位として用いられた。
新谷（あらや）
声 - 新谷良子
新聞部の部長。中二病を発病している。熱いマスコミ魂を持ち、興味のある取材対象を見つけるとジャーナリストとしての使命に燃える。その際にはユウ曰く「第2人格」発動中とのこと。制服の上から常にトレンチコートを羽織っている。
「クックックックックッ」という特徴的な笑い方をするが、親しい者にはクッの数で機嫌がわかるらしい（5回笑う時は機嫌が良い）。将悟に取材の許諾と引換に芽依が経営する「りりかる☆しすたぁず」の宣伝に協力することを求められて協力した。その後部費が足りなくなりユウと共にオカルト喫茶「邪気眼」でアルバイトする。
ユウ
声 - 内田真礼
新聞部の女子部員。眼鏡をかけている。重度の中二病のために時折言動が意味不明になる新谷の意図を他者に意訳して伝えられる貴重な人材。
田中（たなか）
声 - 水島大宙
漫画研究部（漫研）の男子部員。将悟のクラスメイト。萌えイラストを描く事に関しては生徒の中で一番上手い。明るく元気な青年で、まい子先生が大好き。将悟に依頼されて「りりかる☆しすたぁず」の宣伝用イラストを描いた。
小都里 まい子（ことり まいこ）
声 - 能登有沙
将悟のクラス、2年Aクラスの担任教師。担当教科は歴史で、そのほかクラス委員会、生徒会の指導担当も行っている。校内では常にジャージにサンダルという格好。水泳の授業の際には、低年齢児童向けのようなデザインの水着を着用していた。
26歳の立派な大人だが、外見は小学生とも見紛うほどの小柄かつ童顔（自分ではナイスバディだと思っているらしい）で、髪型はツインテール。一部の男子生徒から高い人気を集める。もんじゃ焼きが好物で、給料日前は行き着けの店を利用している。
厳田（げんだ）
声 - 有本欽隆
深流院学園の理事で、大会社の社長。熊五郎の子息である将悟に興味を持っている。帝野グループを脅迫（スキャンダルのネタをちらつかせ交渉を有利に進めるつもりだった）するつもりで、熊五郎の隠し子である将悟の妹を探るように凜香に仕向けた。
息子と凜香を婚約させていたが、実は息子には既に決めた相手がおり、凛香との話し合いもあり破談になった。

### 帝野グループ関係者
帝野 熊五郎（みかどの くまごろう）
声 - 小山力也
故人。将悟の父親で、帝野グループ前代表取締役。父、虎之助より譲り受けた帝野商事を約10年で世界的企業にまで育て上げたが、無理が祟って50歳を前に他界した。息子からは尊敬されており、過労死による死も「人生を生き抜いてきた結果」と誉られていた。
彼の隠し子疑惑が物語の発端となっている。
実は若いころから体を酷使したことが原因となりこどもを作りにくい体質。
帝野 鹿野子（みかどの かのこ）
声 - 久川綾
将悟の母親で、熊五郎の死後は帝野グループの社長代理を務める。厳格な性格。
瀬利 吏沙（せり りさ）
声 - 川澄綾子
鹿野子の秘書。まい子の大学時代の後輩。将悟いわく、背が高く、いかにもやり手なキャリアウーマンの美人。
鹿野子の命令で将悟の世話をする一方で、実際は反将悟派の勢力に所属し、社長候補の将悟を脱落させようと柚璃奈をけしかけるなど、妹騒動の裏で暗躍している。
ニャル・ゲイル
声 - 大塚芳忠
IT企業のトップ。IT業界の旧支配者の異名を持つ。帝野グループのパーティーで将悟と会う。

### 主要人物の縁者
神凪 一馬（かんなぎ かずま）
声 - 中田譲治
雅の父で、小さな会社を経営している。妻とは離婚している。
鶴眞 誠二（つるま せいじ）
心乃枝の養父で、共明日カンパニーの重役。熊五郎とは若い頃からの友人。

## 用語
帝野グループ（みかどのグループ）
世界的大企業。前身は「帝野商事」。
帝野清流会（みかどのせいりゅうかい）
帝野グループの特務機関。グループ内外におこるトラブルを秘密裏に解決する。その存在はごく一部の人間にしか知られておらず、本来は男しか入ることが許されていない。

共明日カンパニー（きょうあすカンパニー）
数年で急成長を遂げた総合企業。帝野グループに比べるとまだまだ規模は小さいが、将来的にはグループの脅威となりうる存在とも言われている。
IMT-270
共明日カンパニーが開発した携帯電話。超高性能ボイスチェンジャーを搭載しており、簡単な操作で芸能人やアニメキャラになりきって通話ができるという代物だったが、巧妙に声が変えられるので悪戯や犯罪に使われる恐れがあるとの指摘を受け、すぐに発売中止となった。
開発者は鶴眞誠二で、その開発の元になった技術論文の執筆者は、嵯峨良芽依である。
作中で「妹」を名乗る人物達は、この携帯電話を利用して将悟にコンタクトを図っている。

私立深流院学園高等学校（しりつみりゅういんがくえんこうとうがっこう）
大正時代に当時の実業家、深流院石人（みりゅういんせきと）により日本を担う企業家の育成を目的に創設された。
帝野熊五郎もこの学校の出身で、財政界に多くの卒業生を輩出しており、現在でも多くの企業家・政治家の子息が在籍している由緒正しい名門学校。上流作法の授業もあるため、現在では上品に娘を育てたいと考える親の子も多く入学しており、将悟のクラスは7割方が女子生徒である。また、社交辞令についての学びも兼ね、生徒会の主催でダンスパーティーが開かれる事も多い。
改造戦士グランベリオン（かいぞうせんしグランベリオン）
将悟が子供のころに放映されていた特撮ヒーロー番組。マイナーな子供向け番組であったが将悟は好きで、事故前後の記憶を失っている今でも登場人物や作品設定を覚えていた。
ペリン
グランベリオンに登場するキャラクターの一人。機械生命体のメイドで、グランベリオンを「お兄様」と呼んで、兄のように慕っていた。それを心乃枝は兄弟による設定だと思い勘違いしていた。演じていたのは子役時代の柚璃奈で、幼少期に仕事先で会った少女の言葉遣いなどをモデルにしている。

いもうとカフェ りりかる☆しすたぁず
芽依が経営している妹カフェ。「しすたぁず」と呼ばれる店員が妹に扮して接客を行う。

## 作風・制作背景
著者の田口は本作について「ヒロイン達の誰かが血の繋がった妹かも!?というコンセプトの作品」と位置づけており、「ミステリアスな要素を入れたラブコメ」として読者に楽しんでいただければ、としている。また田口は、前作『三流木萌花は名担当!』第3巻で行われた「（同作中に登場する）架空のライトノベルのうちで実際に読みたいもの」を問うたモバイルアンケートの結果、票を集めやすいであろう同作中に複数回登場した作品以外では『妹が婚約者!?』が多数の票を集め、自分自身もそのテーマで実際に書けば面白くなるのではないかと考え、この作品が誕生したとも語っている。
MF文庫J本作担当者へのインタビュー記事では、本作について「かわいい女性陣に囲まれてうれしいはずが、その中には正体を隠してあわよくば結婚しようと画策している妹がいるというジレンマのある状況と、謎の妹は一体誰なのかを探る展開の併せ技が魅力」との趣旨で本作に触れられている。基本的には普通の妹ものラブコメながら「謎の自称妹」というミステリー要素を加えた演出を評価する見解も存在する。

## 既刊一覧

### 小説
MF文庫Jより刊行、全11巻（うち短編集1巻）。各巻の表紙には、人差し指を突き立てているヒロインの姿が使用された。
なお、日本以外でも台湾（東立出版社）・韓国（鶴山文化社）・中国（天聞角川）にて翻訳版がそれぞれ刊行されている。
| 巻数 | タイトル                   | 初版発行日（発売日）           | ISBN              |
| ---- | -------------------------- | ------------------------------ | ----------------- |
| 1    | この中に1人、妹がいる!     | 2010年8月31日（8月25日[15]）   | 978-4-8401-3488-0 |
| 2    | この中に1人、妹がいる！2   | 2010年11月30日（11月25日[16]） | 978-4-8401-3588-7 |
| 3    | この中に1人、妹がいる！3   | 2011年2月28日（2月25日[17]）   | 978-4-8401-3815-4 |
| 4    | この中に1人、妹がいる！4   | 2011年5月31日（5月25日[18]）   | 978-4-8401-3928-1 |
| 5    | この中に1人、妹がいる！5   | 2011年8月31日（8月25日[19]）   | 978-4-8401-4205-2 |
| 6    | この中に1人、妹がいる！5.5 | 2011年12月31日（12月22日[20]） | 978-4-8401-4341-7 |
| 7    | この中に1人、妹がいる！6   | 2012年3月31日（3月23日[21]）   | 978-4-8401-4533-6 |
| 8    | この中に1人、妹がいる！7   | 2012年6月30日（6月25日[22]）   | 978-4-8401-4601-2 |
| 9    | この中に1人、妹がいる！8   | 2012年9月30日（9月25日[23]）   | 978-4-8401-4821-4 |
| 10   | この中に1人、妹がいる！9   | 2012年12月31日（12月25日[24]） | 978-4-8401-4936-5 |
| 11   | この中に1人、妹がいる！10  | 2013年3月31日（3月25日[25]）   | 978-4-8401-5132-0 |

### 漫画

#### 月刊コミックアライブ版
| 巻数 | タイトル                 | 発売日             | ISBN              |
| ---- | ------------------------ | ------------------ | ----------------- |
| 1    | この中に1人、妹がいる！1 | 2011年12月22日[26] | 978-4-8401-4079-9 |
| 2    | この中に1人、妹がいる！2 | 2012年6月23日[27]  | 978-4-8401-4482-7 |
| 3    | この中に1人、妹がいる！3 | 2012年9月21日[28]  | 978-4-8401-4720-0 |
| 4    | この中に1人、妹がいる！4 | 2013年3月23日[29]  | 978-4-8401-5030-9 |
| 5    | この中に1人、妹がいる！5 | 2013年11月22日[30] | 978-4-0406-6116-2 |

#### 月刊コミックフラッパー版
| タイトル                         | 発売日            | ISBN              |
| -------------------------------- | ----------------- | ----------------- |
| この中に1人、妹がいる!ばすたいむ | 2012年7月23日[31] | 978-4-8401-4499-5 |

### 画集
小説イラスト担当のCUTEGによるイラスト集、メディアファクトリーより刊行。
| タイトル                         | 発売日            | ISBN              |
| -------------------------------- | ----------------- | ----------------- |
| CUTEG画集 この中に1人、妹がいる! | 2012年9月25日[32] | 978-4-8401-4834-4 |

## テレビアニメ
2011年11月にアニメ化が発表され、2012年7月から9月にかけて、TBS、BS-TBSほかにて放送された。全12話。テレビ放送時には湯気や光等で規制されている部分があったが、BD/DVD版ではそれらが解禁されている。
2013年3月27日には、最終話の後日談（第13話）と2012年7月16日に開催された「このイベントの中に1人、妹がいる!?」のイベント映像が収録されたOVA『OVAの中に1人、妹がいる!』が発売された。

### スタッフ
- 原作 - 田口一（メディアファクトリー「MF文庫J」刊）[7]
- 原作イラスト - CUTEG[7]
- 連載 - メディアファクトリー「月刊コミックアライブ」
- 監督 - 名和宗則[7]
- シリーズ構成・脚本 - 雑破業[7]
- キャラクターデザイン - 桂憲一郎[7]
- デザインワークス - 植田和幸、片岡英之、三股浩史、コレサワシゲユキ、灯夢
- 美術監督 - 桑原悟[7]
- 美術設定 - 成田偉保[6]
- 色彩設計 - 池田ひとみ[6]
- 撮影監督 - 増元由紀大[34]
- 編集 - 武宮むつみ[6]
- 音響監督 - 岩浪美和[6]
- 音楽 - 七瀬光[6]
- 音楽プロデューサー - 小池克実[34]
- 音楽制作 - ランティス[34]
- プロデューサー - 田中豪[34]、吉沼忍[34]、児玉拓也[34]、小池克実[34]、黒田やすひろ[34]、石塚正俊[34]、浦城義明[34]
- アニメーションプロデューサー - 柴田和典[34]
- アニメーション制作 - Studio五組[7]
- 製作協力 - メディアファクトリー[34]、ランティス[34]、Studio五組[34]、ソニー・ミュージックコミュニケーションズ[34]、BS-TBS[34]
- 製作 - 委員会の中に1人、妹がいる![6]、TBS[34]

### 主題歌
オープニングテーマ「Choose me♡ダーリン」
作詞 - こだまさおり / 作曲・編曲 - 高田暁 / 歌 - StylipS
エンディングテーマ「Heavenly Lover」
作詞 - こだまさおり / 作曲・編曲 - 高田暁 / 歌 - 鶴眞心乃枝（石原夏織）、神凪雅（佐倉綾音）、国立凛香（竹達彩奈）、天導愛菜（大亀あすか）、嵯峨良芽依（日高里菜）
挿入歌
「Brand-new Style!! 〜魔法みたいなShow time〜」（第5話、第6話）
作詞 - 島田カイエ / 作曲・編曲 - 森慎太郎 / 歌 - StylipS
「初恋EVOLUTION」（第5話、第6話、第12話、第13話）
作詞 - こだまさおり / 作曲・編曲 - 高田暁 / 歌 - StylipS
「となりどうし。」（第11話）
作詞 - こだまさおり / 作曲 - 江並哲志 / 編曲 - 河田貴央 / 歌 - 神凪雅（佐倉綾音）
「運命は2度ベルを鳴らすんです」（第13話）
作詞 - 松井洋平 / 作曲・編曲 - 若林充 / 歌 - 鶴眞心乃枝（石原夏織）

### 各話リスト
| 話数           | サブタイトル                            | 絵コンテ | 演出         | 作画監督                              | 総作画監督                      |
| -------------- | --------------------------------------- | -------- | ------------ | ------------------------------------- | ------------------------------- |
| 第1話          | 見知らぬ妹からの声                      | 名和宗則 | 名和宗則     | 植田和幸、海堂ヒロユキ                | 桂憲一郎                        |
| 第2話          | 妹と月夜のダンス                        | 天衝     | 天衝         | 山内尚樹、関口雅浩                    | 桂憲一郎、植田和幸              |
| 第3話          | 妹たちの誘惑                            | 島津裕行 | 園田雅裕     | 牛島勇二、福世孝明                    | 桂憲一郎、海堂ヒロユキ          |
| 第4話          | 妹のヒーローはお兄さま!                 | 所俊克   | 川久保圭史   | 鎌田祐輔、興石暁                      | 植田和幸、海堂ヒロユキ          |
| 第5話          | 妹が寝かせてくれない                    | 伊藤真朱 | 新子太一     | 星野玲香                              | 桂憲一郎、海堂ヒロユキ          |
| 第6話          | 猫耳メイドな妹たち                      | 所俊克   | 所俊克       | 山内尚樹、服部憲知                    | 桂憲一郎、海堂ヒロユキ          |
| 第7話          | 妹は、規律正しく美しく!                 | 天衝     | 天衝         | 酒井孝裕、横松雄馬 植田実、高橋敦子   | 植田和幸、海堂ヒロユキ          |
| 第8話          | 妹はあらがっていた                      | 島津裕行 | 園田雅裕     | 福世孝明、牛島勇二                    | 桂憲一郎、海堂ヒロユキ          |
| 第9話          | 急襲!妹注意報!!                         | 北條史也 | 八谷賢一     | 輿石暁、李周鉉 新妻瑠維、鈴木彩子     | 桂憲一郎、海堂ヒロユキ          |
| 第10話         | 花咲く妹たち                            | 博史池畠 | 藤本義孝     | 内田孝、Lee Joo Hyun                  | 植田和幸、海堂ヒロユキ          |
| 第11話         | 妹の罠                                  | 所俊克   | 所俊克       | 井畑翔太、山内尚樹 大河原晴男         | 桂憲一郎、植田和幸              |
| 第12話         | 妹はずっと、そばにいた                  | 島津裕行 | セトウケンジ | 酒井孝裕、横松雄馬 植田和幸、桂憲一郎 | 桂憲一郎、海堂ヒロユキ 植田和幸 |
| 第13話 （OVA） | 兄・妹・恋人 (あに・いもうと・こいびと) | 金崎貴臣 | 北條史也     | 桂憲一郎、服部憲知 片岡英之           | 桂憲一郎、海堂ヒロユキ          |

### 放送局
| 放送期間                      | 放送時間                     | 放送局       | 対象地域   | 備考              |
| ----------------------------- | ---------------------------- | ------------ | ---------- | ----------------- |
| 2012年7月6日 - 9月28日        | 金曜 1:55 - 2:25（木曜深夜） | TBSテレビ    | 関東広域圏 | 製作局            |
| 2012年7月10日 - 10月2日       | 火曜 2:50 - 3:20（月曜深夜） | 毎日放送     | 近畿広域圏 |                   |
| 2012年7月13日 - 10月5日       | 金曜 2:30 - 3:00（木曜深夜） | 中部日本放送 | 中京広域圏 |                   |
| 2012年7月29日 - 10月14日      | 日曜 1:30 - 2:00（土曜深夜） | BS-TBS       | 日本全域   | BS放送 / 製作協力 |
| 地上波3局では字幕放送を実施。 |                              |              |            |                   |

### BD / DVD
全巻の共通特典として、エンディングテーマ「Heavenly Lover」のソロヴァージョンおよび桂憲一郎の描き下ろしによるお風呂ポスターが封入されている。なお、ジャケットは全てCUTEGが手掛けている。
| 巻数 | 発売日         | 収録話          | 規格品番  | 規格品番  | コメンタリーゲスト     | コメンタリーゲスト   |
| 巻数 | 発売日         | 収録話          | BD        | DVD       | コメンタリーゲスト     | コメンタリーゲスト   |
| ---- | -------------- | --------------- | --------- | --------- | ---------------------- | -------------------- |
| 1    | 2012年9月26日  | 第1話 - 第2話   | ZMXZ-8061 | ZMBZ-8071 | 鶴眞心乃枝（石原夏織） | 帝野将悟（櫻井孝宏） |
| 2    | 2012年10月24日 | 第3話 - 第4話   | ZMXZ-8062 | ZMBZ-8072 | 神凪雅（佐倉綾音）     | 帝野将悟（櫻井孝宏） |
| 3    | 2012年11月28日 | 第5話 - 第6話   | ZMXZ-8063 | ZMBZ-8073 | 嵯峨良芽依（日高里菜） | 帝野将悟（櫻井孝宏） |
| 4    | 2012年12月26日 | 第7話 - 第8話   | ZMXZ-8064 | ZMBZ-8074 | 国立凛香（竹達彩奈）   | 帝野将悟（櫻井孝宏） |
| 5    | 2013年1月30日  | 第9話 - 第10話  | ZMXZ-8065 | ZMBZ-8075 | 天導愛菜（大亀あすか） | 帝野将悟（櫻井孝宏） |
| 6    | 2013年2月27日  | 第11話 - 第12話 | ZMXZ-8066 | ZMBZ-8076 | 宝生柚璃奈（小倉唯）   | 帝野将悟（櫻井孝宏） |
| OVA  | 2013年3月27日  | 第13話          | ZMXZ-8067 | ZMBZ-8077 |                        |                      |

### CD
| 発売日         | タイトル                                                   | 規格品番   |
| -------------- | ---------------------------------------------------------- | ---------- |
| 2012年9月26日  | この中に1人、妹がいる! キャラクターソング vol.1 鶴眞心乃枝 | LACM-4991  |
| 2012年9月26日  | この中に1人、妹がいる! キャラクターソング vol.2 神凪雅     | LACM-4992  |
| 2012年10月10日 | この中に1人、妹がいる! オリジナルサウンドトラック          | LACA-15238 |
| 2012年10月24日 | この中に1人、妹がいる! キャラクターソング vol.3 嵯峨良芽依 | LACM-4993  |
| 2012年10月24日 | この中に1人、妹がいる! キャラクターソング vol.4 国立凛香   | LACM-4994  |
| 2012年11月21日 | この中に1人、妹がいる! キャラクターソング vol.5 天導愛菜   | LACM-4995  |
| 2012年11月21日 | この中に1人、妹がいる! キャラクターソング vol.6 宝生柚璃奈 | LACM-4996  |

### Webラジオ
『このラジオの中に1人、妹がいる!?』は、2012年6月2日から同年9月29日まで超!A&G+で配信されていたラジオ番組。パーソナリティは、石原夏織（鶴眞心乃枝 役）、佐倉綾音（神凪雅 役）。
放送時間
- 2012年6月2日 - 6月30日：隔週土曜日20:00 - 20:30（簡易動画付き）
- 更新のない日はリピート放送。
  - 2012年7月7日 - 9月29日：毎週土曜日20:00 - 20:30（簡易動画付き）
  - ランティスネットラジオでも日曜日に更新されている。

### イベント
アニメ放送開始記念イベント「このイベントの中に1人、妹がいる!?」
2012年7月16日に放送開始記念イベントとして横浜BLITZで開催された。櫻井孝宏、石原夏織、佐倉綾音、竹達彩奈、大亀あすか、日高里菜、StylipSが出演し、メインキャストによるトークショーおよびオープニングとエンディングのライブ初披露が行われた。

## モバイル
- 携帯電話サイト「メディモ！」で書き下ろし小説が連載されていた。
- NECビッグローブのスマートフォン向けアプリのカードコレクションゲーム『嫁コレ』に参加している。撮り下ろしボイスが用意されている。